# Louis Auguste Blanqui
Louis Auguste Blanqui (Lo Puget Tenier, Alps Marítims, Occitània, 8 de febrer de 1805 - París, 1 de gener de 1881) fou un activista polític revolucionari que va organitzar el moviment estudiantil parisenc, va lluitar per a la instauració de la república contra la monarquia i en favor del comunisme, líder absolut dels moviments revolucionaris que generaren el blanquisme (de Blanqui, el seu cognom), corrent revolucionari que fou el referent ideològic i militant de la França que va viure. Fou un revolucionari republicà socialista francès, sovint erròniament associat amb els socialistes utòpics. Va lluitar per les noves idees en el seu temps, sobretot pel sufragi universal segons el principi «una persona, un vot», per la igualtat entre homes i dones, l'eliminació de treball infantil, etc. Va ser anomenat l'Enfermé (el reclús) per haver passat trenta-tres anys a la presó. Va ser maçó.
Auguste Blanqui va tenir un germà, Adolphe Blanqui, teòric i economista liberal, favorable al lliure comerç i la retirada de l'estat de l'economia. Eren fills de Jean Dominique Blanqui, el primer sotsprefecte a Lo Puget Tenier fins a 1814.

## Biografia

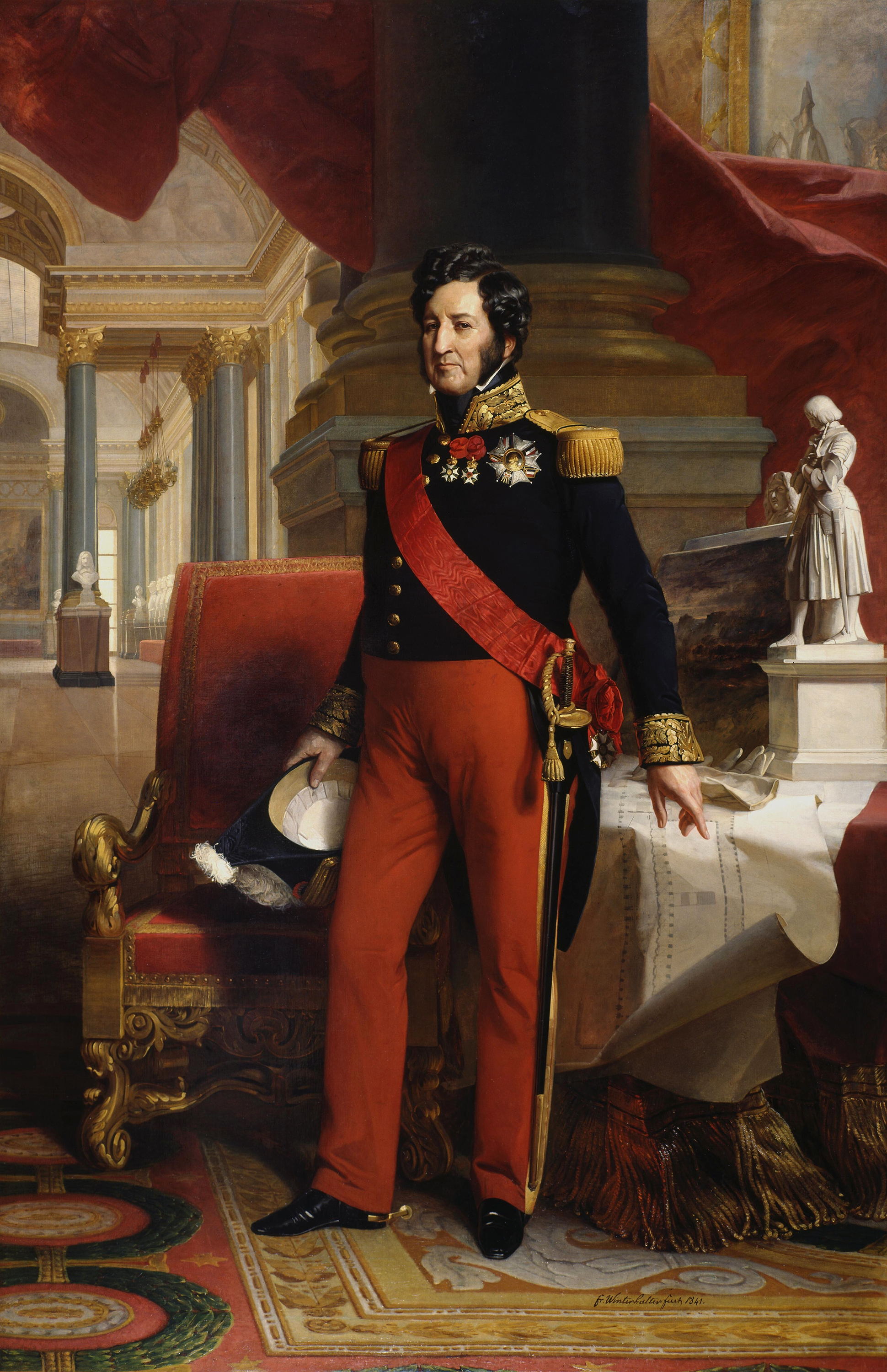
Lluís Felip I de França

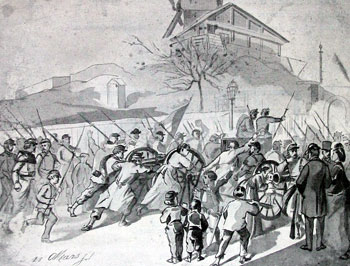
Recreació actual del moviment de canons realitzat per nens i dones durant La Comuna de París

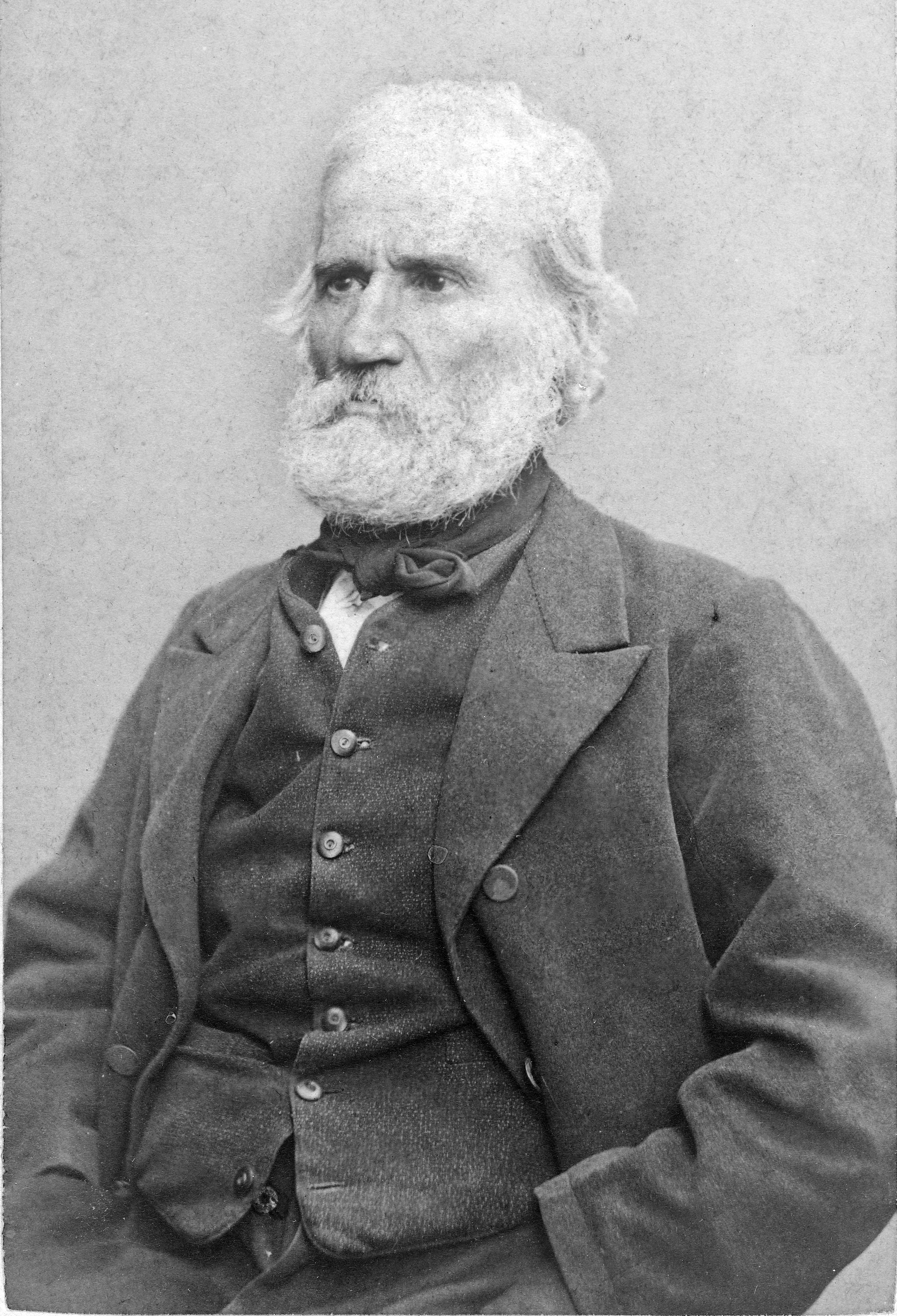
Louis Auguste Blanqui, de gran

Va néixer a Lo Puget Tenier el 1805. El 1824 va formar part dels carbonaris, una societat secreta afavorida per la maçoneria republicana de França, que en aquesta època va formar els quadres estudiantils parisencs que li serien lleials durant tot el segle. Es va caracteritzar per un implacable radicalisme que va convertir-lo en un personatge admirat i criticat per Karl Marx i Friedrich Engels.
A l'edat de tretze anys, Auguste va anar a París. Resident a la Institució Massin, on ensenyava el seu germà Adolphe (futur economista liberal), set anys més gran que ell, va assistir al Lycée Charlemagne. A continuació, va estudiar dret i medicina. Comença molt d'hora en la política en adherir al republicanisme revolucionari durant el regnat de Carles X de França, Lluís Felip I de França i de Napoleó III. Només a l'edat de disset anys, ja va fer campanya activa contra el judici dels quatre sergents de la Rochelle, condemnats a mort per unir-se a la societat secreta dels carbonaris i fomentar aldarulls al seu regiment. El 1827, va ser ferit en una manifestació política al carrer Saint-Denis de París. El 1829 va treballar al diari Le Globe, editat per Pierre Leroux. El 1830, va prendre part activa en la revolució de juliol, i durant aquesta època va ser cofundador de la Société des amis du peuple (Societat dels Amics del Poble), amb Buonarotti, Raspail i Armand Barbes.
A pesar de la seva influent militància revolucionària, i en particular republicana, contra Carles X de França, no va ser detingut, fins que sota el regnat de Lluís Felip I va dirigir una revolta armada. Aleshores va ser condemnat a mort el 14 de gener de 1840, condemna que va ser commutada per la de cadena perpètua.

### Contra Carles X i Lluís Felip
Va afiliar-se als carbonari des de 1824, dins aquesta organització va lluitar contra la restauració de la monarquia, i participar en totes les conspiracions republicanes i cops d'estat del seu temps. El 1827, va ser ferit tres vegades durant les manifestacions estudiantils al barri Llatí. El 1828, va planejar una expedició a la península de Morea a Grècia per ajudar els insurrectes. Se'n va amb el seu amic i company d'estudis Alexandre Plocque. El viatge acaba a Lo Puget Teniers per manca de passaport.
Es va unir al periòdic de l'oposició liberal de Pierre Leroux Le Globe al final de 1829. El 1830, va afiliar-se a l'associació republicana més sediciosa, coneguda com a Conspiració de la Fayette, que va participar en la Revolució de 1830. Després de la revolució, es va incorporar a la societat republicana Société des amis du peuple, que s'uneix amb altres opositors al règim orleanista: Philippe Buonarroti (1761-1837), François-Vincent Raspail (1794-1878) i Armand Barbés (1809-1870) entre d'altres.
El gener de 1831, en nom del Comitè des Écoles, va escriure una proclama amenaçant. Després de les protestes, va ser empresonat a la présó de la «Grande Force» durant tres setmanes. Com que va reincidir i seguir predicant la violència, va ser detingut de nou i acusat de conspirar contra la seguretat de l'estat. Després d'una altra estada a la presó, no penedit, va reprendre les seves activitats revolucionàries amb la Societé des familles, que continuarà el 1837 com a Societé des saisons. El 6 de març de 1836, va tornar a ser detingut per vuit mesos, i després va ser posat en llibertat condicional a Pontoise.
El 12 de maig de 1839, de tornada a París amb Armand Barbes i Bernard Martin, va participar en l'aixecament que va ocupar del palau de Justícia, fracassaren de prendre la prefectura de Policia i ocupen una breu estona la Casa de la Vila. Es van produir 50 morts i 190 ferits. Després del fracàs de la revolta, va amagar-se cinc mesos, però va ser detingut el 14 d'octubre. El 14 de gener de 1840 va ser condemnat a mort. La seva sentència va ser commutada per la cadena perpètua, i va ser internat al mont Saint-Michel. El 1844, el seu estat de salut li val ser traslladat a l'hospital penitenciari de Tours, on va romandre fins a l'abril de 1847.

### Segona República
Va ser alliberat durant la Revolució de 1848, i immediatament va reprendre els seus atacs contra les institucions; no obstant això, la revolució no li va resultar satisfactòria. Aquest mateix any va fundar la Société républicaine centrale, que exigeix canvis radicals de govern, cosa que el va dur a disgustar-se amb els republicans moderats. Un any després torna a ser condemnat a deu anys. El 1851, quan duia tres anys a la presó a l'illa bretona d'Ar Gerveur, el 10 de febrer, va enviar una carta al Comitè Social de demòcrates a Londres, prologada i distribuïda per Karl Marx.

### Segon Imperi
Revolucionari sempre, després del seu alliberament, va reprendre la lluita contra l'imperi. El 14 de juny de 1861 va ser detingut, condemnat a quatre anys de presó, i confinat a la presó de Sainte-Pélagie a París. El 1865 va assolir escapar i tornar a l'activisme polític. El 1869 es va proclamar una amnistia general que li va permetre tornar a París, on el 1870 va participar en dues revoltes fracassades, la del 12 de gener i el 14 d'agost de 1869. Després de la caiguda de l'imperi gràcies a la Revolució del 4 de setembre d'aquest mateix any, Blanqui va crear el club i un efímer periòdic La patrie en danger (La pàtria en perill) pro Gambetta que per manca de mitjans va finir el 8 de desembre.

### Comuna de París (18 de març-28 de maig de 1871)
Durant el govern de Louis Jules Trochu, el 31 d'octubre de 1870, va formar part del grup que va assumir breument les regnes del poder; tanmateix, a causa d'això, el 1871 va ser condemnat a una nova cadena perpètua. Blanqui va organitzar un atemptat contra el cap d'estat francès, el president Louis Adolphe Thiers, però va ser detingut i obligat a complir la seva condemna.
El 1871, va esclatar la revolta de la Comuna de París, però com que estava pres no va poder prendre-hi part directa; no obstant això, els seus seguidors, els blanquistes, van dominar l'escenari revolucionari, tot i que segons Karl Marx, va ser Blanqui qui va fer fracassar aquest intransigent cop revolucionari. En tot cas, el 1872 Blanqui va ser condemnat amb altres dirigents de la comuna i van ser deportats a una colònia penal fora de França, on haurien de complir la cadena perpètua. A causa de la fragilitat de la seva salut i segurament perquè, tot i ser un revolucionari intransigent, també era un intel·lectual i home admirat per tots, se li va commutar per un any de presó. Durant la seva reclusió, va ser elegit diputat pel districte de Bordeus, però l'elecció va ser invalidada amb l'argument que li mancaven els drets polítics i l'elegibilitat. Va gaudir una nova amnistia i difondre a tot arreu de França el seu diari Ni Dieu ni maître (Cap Déu, cap mestre).
Va morir l'1 de gener de 1881 d'un atac d'apoplexia després de concloure un encès discurs en un míting revolucionari a París. Va ser sebollit al Cementiri de Père-Lachaise, més de cent mil persones van participar en el seguici fúnebre.

## El revolucionari i el seu legat
És el clàssic exemple de burgès acomodat que renuncia a tot per seguir una causa revolucionària, i que en el pla personal només li hauria de dur desgràcies. Va propugnar la revolta armada per prendre el poder, va organitzar estudiants perquè formessin part d'una ala intel·lectual de la revolució al servei del comunisme; va internacionalitzar i divulgar els propòsits revolucionaris per mitjà del periodisme i va atreure l'atenció dels dirigents socialistes d'Europa. Representa el màrtir laic del comunisme, car a pesar de ser fill d'un funcionari públic de mitjana importància (el seu pare va ser sotsprefecte dels Alps Marítims) i d'haver estudiat dret i medicina, va abandonar la seva vida còmoda, per fer real la visió que tenia de la societat, fins i tot si en conseqüència havia de passar mitja vida a la presó i patir tota mena de persecucions i desenganys.
| «                                                            | (francès) Oui, Messieurs, c’est la guerre entre les riches et les pauvres : les riches l'ont voulu ainsi; ils sont en effet les agresseurs. Seulement ils considèrent comme une action néfaste le fait que les pauvres opposent une résistance. Ils diraient volontiers, en parlant du peuple : cet animal est si féroce qu’il se défend quand il est attaqué. | (català) Sí, senyors, és la guerra entre rics i pobres: els rics ho volen d'aquesta manera: són, de fet, els agressors. Només consideren una acció nefasta que els pobres es resisteixin. Els diuen volenterosos, parlant del poble: aquest animal és tan ferotge que es defensa quan és atacat. | » |
| — Extret de la defensa d'Auguste Blanqui a l'audiència, 1832 | | |   |

Blanqui va ser, sense cap dubte, el gran centre de gravetat a l'entorn del qual van gravitar els intel·lectuals francesos del segle xix, tal com ho diu Karl Kaurdi: «Trobava més acceptació entre els intel·lectuals, especialment els estudiants, que entre els obrers». Ningú, ni abans ni després, va assolir imitar, si més no a la distància, el poderós influx de Blanqui entre els estudiants. Fins abans que irrompés en l'escenari francès, els estudiants participaven en moviments idealistes, de manera que quan canviava el quadrant de com bufava el vent polític del moment, desapareixien com a factor d'influència; no obstant això, el blanquisme va seduir en la militància permanent, intel·lectual i bel·ligerant, els estudiants francesos durant gairebé tot el segle xix. Com una dada corroborant de l'atractiu que exercia sobre els intel·lectuals del seu temps, n'hi ha prou mirant la qualitat dels seus seguidors: com ara Charles Pierre Baudelaire, Charles Bernard Renouvier, Sainte-Beuve i Leconte de Lisle.
A pesar que Louis Auguste Blanqui va ser fet presoner durant la Comuna de París, per a ningú no va ser un secret que el gran animador i l'única influència dominant en aquesta va ser la de Blanqui mitjançant els seus seguidors, en particular per la fermesa i irreductibilitat del blanquisme, sobre la qual cosa diu Friedrich Engels: «Educats en l'escola de la conspiració i units per la disciplina estricta que li és inherent, partien del punt de vista que un nombre relativament petit d'individus resolts i ben organitzats podia, en circumstàncies favorables, no sols apoderar-se del timó de l'estat, sinó també, mitjançant un desplegament d'intensa i despietada energia, mantenir-se en el poder el temps necessari per assolir que les masses participessin en la revolució... Això implicava, sobretot, la més estricta centralització dictatorial.»
Un dels seus més entusiasmats seguidors va ser Karl Marx, que fou el gran propagandista de la Comuna; amb seguretat, ningú ha fet més que Marx per exaltar aquest moviment radical i, no obstant això, tampoc ningú va fer tant per diluir i fins i tot fer oblidar Blanqui com a gestor. Passat algun temps després de la Comuna, Marx va reflexionar: «Amb un poc de sentit comú, però, podia haver obtingut de Versalles algun pacte beneficiós per al poble, que era l'única cosa que podia aspirar-se en aquesta època.» La prudència de Karl Marx contrasta amb la proclama dels estudiants parisencs de 1968, que van retre un tribut insospitat al pensament revolucionari de Louis-Auguste Blanqui, amb la seva lapidària frase: «Siguem realistes, demanem l'impossible!»
En la seva col·lecció d'assajos titulada La crítica social, publicada el 1886, Blanqui presenta tres tesis: la societat civil depèn completament dels mecanismes de comerç; la història es desenvolupa al voltant de tota la baralla per augmentar la riquesa econòmica; la societat humana s'està movent cap al comunisme i el seu progrés és accelerat pels abusos del capitalisme.

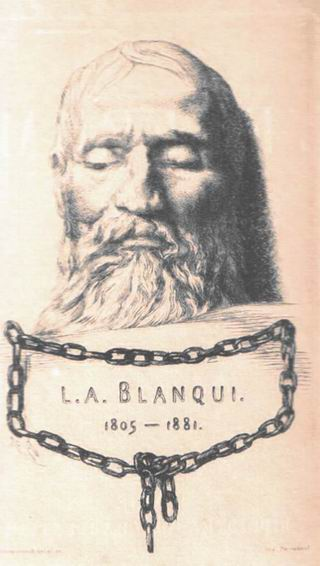
Màscara mortuòria de Louis Auguste Blanqui

A pesar del seu èxit entre els joves estudiants pel seu activisme polític i la inflexibilitat de la seva conducta, el fracàs en general dels seus propòsits i la crítica i menyspreu dels revolucionaris pragmàtics, Blanqui va ser ràpidament oblidat, especialment pels grups estudiantils, que van reduir el blanquisme a un moviment radical, inflexible i utòpic en el millor dels casos; i en el pitjor, en un moviment que va ser útil, de manera involuntària i paradoxal, precisament a qui va combatre. Els judicis tant de Karl Marx com de Friedrich Engels, que van criticar l'infantilisme revolucionari van estar destinats contra Blanqui i els seus radicals seguidors, això conjuminat al llarg període de propaganda soviètica a favor de l'ortodòxia marxista, van ser una combinació fatal per a estendre la incomprensió d'aquest home que va demostrar una gran valentia i lliurament en favor de la causa del comunisme. Blanqui era un idealista, però el radicalisme armat que va caracteritzar la seva actuació va impedir que es convertís en un heroi popular a França.

## Obres
- Défense du citoyen Louis-Auguste Blanqui devant la cour d'assises, 1832.
- Instruction pour une prise d'arme, 1866.
- La Patrie en danger, 1871.
- L'Éternité par les astres (1872). Text en línia: Gallica.
- La critique sociale (1886).